# ASTM 인터내셔널
ASTM 인터내셔널(ASTM International, 이전 명칭: American Society for Testing and Materials)은 다양한 물질, 제품, 시스템, 서비스를 위한 기술 국제 표준을 개발하고 출판하는 국제 표준화 기구이다. 12,575개 정도의 ASTM 컨센서스 표준이 세계적으로 통용되고 있다. 이 단체의 본사는 필라델피아에서 북서쪽으로 약 8킬로미터 떨어진 펜실베이니아주 웨스트콘쇼호켄에 위치해 있다.
1902년 설립되었으며 구성원 수는 30,000명이다.

## 같이 보기
- 국제 표준화 기구
- 기술 표준